# Hiptage corymbifera
Hiptage corymbifera är en tvåhjärtbladig växtart som beskrevs av Arenes. Hiptage corymbifera ingår i släktet Hiptage och familjen Malpighiaceae. Inga underarter finns listade i Catalogue of Life.